# 大室村
大室村（おおむろむら）は、かつて新潟県北蒲原郡にあった村。

## 沿革
- 1889年（明治22年）4月1日 - 町村制施行に伴い北蒲原郡大室村、福井新村、十二神村、山岸新村、山寺村、上小中山村、小中山村新田、上山田村、七浦村、七浦村新田、宮島村、宮島村新田、宮下村、宮下村新田が合併し、大室村が発足。
- 1901年（明治34年）11月1日 - 北蒲原郡笹岡村、出湯村と合併し、笹岡村を新設して消滅。